# Porcellio decorus
Porcellio decorus är en kräftdjursart som beskrevs av Hans Strouhal1929. Porcellio decorus ingår i släktet Porcellio och familjen Porcellionidae. Inga underarter finns listade i Catalogue of Life.